# Don't Blame Me
«Don't Blame Me» es el noveno sencillo de la banda hardcore punk The Exploited, publicado en 1996 por Rough Justice Records. Esta canción más tarde formó parte del álbum Beat the Bastards.

## Personal
- Wattie Buchan : Voz
- Frazer Rosetti : Guitarra
- Willie Buchan : Batería y bajo

- Datos: Q3713414